# Parafia św. Benedykta i św. Anny w Srocku
Parafia św. Benedykta i św. Anny w Srocku – parafia rzymskokatolicka znajdująca się w archidiecezji łódzkiej w dekanacie tuszyńskim.
Parafia erygowana w XV wieku.
Kościół parafialny wzniesiony w latach 1764–1766 z fundacji Stanisława Małachowskiego. Przebudowany  i powiększony w latach 1909–1913 według projektu warszawskiego architekta Konstantego Wojciechowskiego. Kościół jest wpisany do rejestru zabytków.

## Wyposażenie kościoła
- obraz Matki Boskiej z Dzieciątkiem z XVII w.,
- dwie chrzcielnice z XV i XVI w.,
- dwa konfesjonały rokokowe z poł. XVIII w.